# Sandra Sabattini
Sandra Sabattini, född 19 augusti 1961 i Riccione, död 2 maj 1984 i Bologna, var en italiensk romersk-katolsk lekkvinna. Hon var medlem av Associazione Comunità Papa Giovanni XXIII, som bedriver socialt välgörenhetsarbete bland ungdomar, drogmissbrukare, funktionshindrade, prostituerade och fattiga. Hon vördas som salig i Romersk-katolska kyrkan, med minnesdag den 2 maj.
I början av 1980-talet träffade hon Guido Rossi, med vilken hon senare förlovade sig. I slutet av april 1984 hade Associazione Comunità Papa Giovanni XXIII en sammankomst i Igea Marina i närheten av Rimini. Den 29 april blev Sandra Sabattini påkörd av en bil och hamnade i koma; hon avled den 2 maj.
Påve Franciskus förklarade Sabattini som vördnadsvärd den 6 mars 2018. I oktober 2019 godkändes ett mirakel som ägt rum på Sandra Sabattinis förbön. Riminis stift meddelade då att hennes saligförklaring skulle äga rum den 14 juni 2020, men på grund av covidpandemin sköts den upp till den 24 oktober 2021.